# St. Georg (Bad Bayersoien)

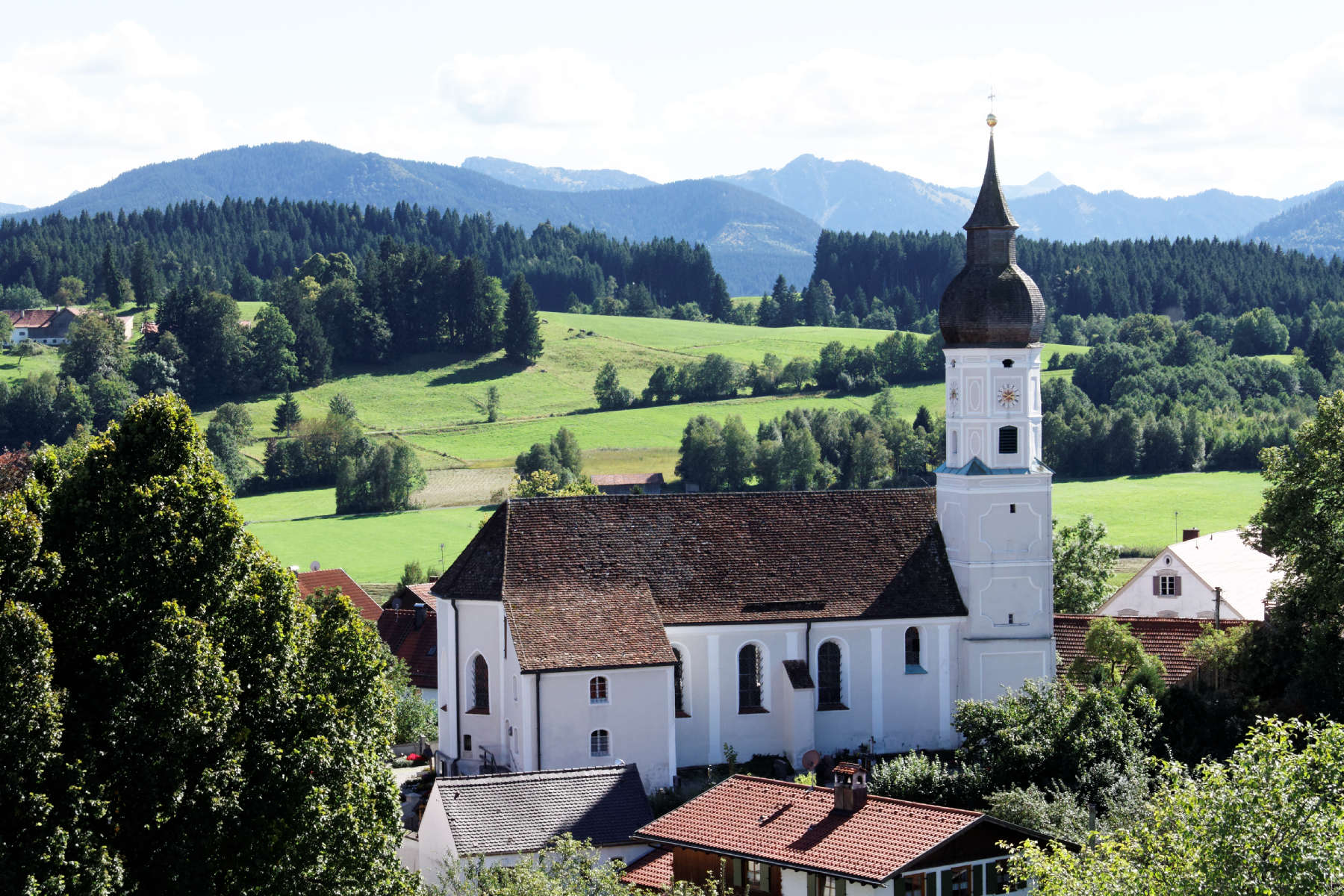
St. Georg vom Eckbichel aus gesehen

St. Georg ist ein Kirchengebäude der römisch-katholischen Kirche in Bad Bayersoien, einer Gemeinde im oberbayerischen Landkreis Garmisch-Partenkirchen. Die Kirche ist dem heiligen Georg gewidmet und dient der Pfarrei St. Georg im Pfarrverbund Bad Kohlgrub, der zum Dekanat Werdenfels-Rottenbuch des Erzbistums München und Freising gehört, als Pfarrkirche. Das im Kern spätgotische Gotteshaus wurde im 18. Jahrhundert erweitert, barockisiert und neu ausgestattet. Im 19. Jahrhundert entfernte man die bewegliche Ausstattung der Kirche teilweise. Im Zuge der letzten Innenrenovierung konnte der Sakralraum durch einige Zukäufe wieder bereichert werden. Das Bauwerk ist als Baudenkmal in die Bayerische Denkmalliste eingetragen.

## Lage

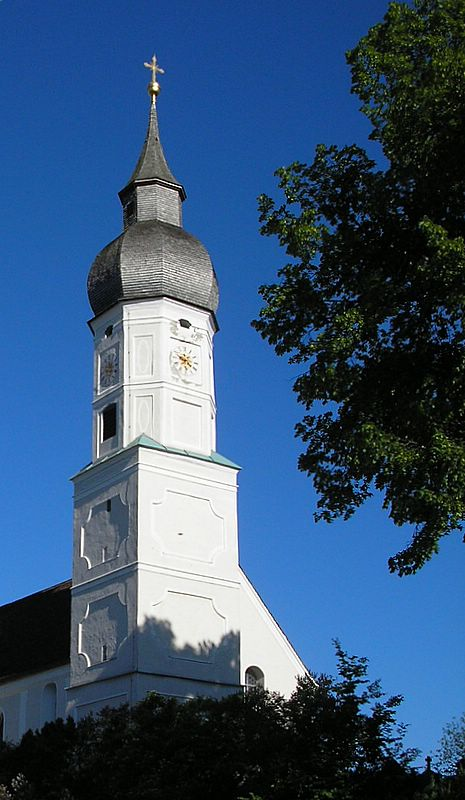
Der barocke Turm von Nordwesten

Die Kirche liegt im historischen Ortskern von Bad Bayersoien etwas zurückgesetzt von der Dorfstraße auf einem wenige Meter hohen Hügel. Ihre Orientierung weicht von der idealen Ostung etwa 5° nach Norden ab. Der Bau ist von einem ummauerten Kirchfriedhof umgeben. Östlich der Kirche liegt die Grundschule, nordöstlich davon das Pfarrhaus.

## Geschichte
1315 wurde erstmals eine Kirche in Bayersoien erwähnt. Sie war eine Filialkirche der Pfarrei Ammergau, seit 1517 der Pfarrei Rottenbuch. Während des 15. oder 16. Jahrhunderts entstand ein spätgotischer Neubau, der ab 1717 in barocken Formen umgebaut und erweitert wurde. Dabei blieb der gotische Chor erhalten, Langhaus und Turm wurden größer und in barockem Stil neu errichtet. Die Stuckaturen entstanden um 1720/25, die Deckenfresken gegen 1780.
Um 1880/90 ersetzte man die barocken Altäre und die Kanzel durch neugotische Stücke und übermalte die Fresken Zwincks. 1932 entschloss sich die Gemeinde zur Freilegung der Bilder. 1961/62 verschwand auch die historisierende Ausstattung aus der Kirche.
Anlässlich einer umfassenden Kirchensanierung in den Jahren 1993–98 wurde ein Barockaltar vom Kloster Ettal erworben und als Hochaltar aufgestellt. Auch die Gemälde der Seitenaltäre sind Neuerwerbungen, die Rahmungen aus Acrylglas sind modern. Zusätzlich wurden ein Volksaltar und ein Ambo aufgestellt.

## Architektur
An das vierachsige, 16 Meter lange und 8,30 Meter breite Langhaus schließt sich ein zweiachsiger eingezogener Chor mit einer Länge von 7,20 Metern und einer Breite von 5,70 Metern an, der durch einen Fünfachtelschluss abgeschlossen ist. Beide Bauteile tragen ein gemeinsames Satteldach  mit einer Firsthöhe von 12 Metern. Der nördlichen Hälfte der Westfassade ist ein Glockenturm vorgesetzt, der bis knapp oberhalb des Dachfirsts einen quadratischen Grundriss von etwa 5 Meter Seitenlänge hat. Darüber folgt ein achteckiger Aufbau, der eine Zwiebelhaube trägt. In dem Winkel zwischen Turm und Langhaus liegt ein Eingangsvorbau. An die Nordseite des Chors ist die Sakristei angebaut.
Im Inneren ist St. Georg eine Saalkirche mit flachen Stichkappentonnen, die im Langhaus auf Pilastern ruhen. Die zurückhaltende Stuckdekoration erinnert an Joseph Schmuzers Arbeiten in der Eingangshalle der Klosterpforte Wessobrunn und werden von Dehio ebenfalls Schmuzer zugeschrieben. Im Gewölbe des Langhauses rahmen drei geschweifte Rahmenfelder Fresken mit Allegorien von Glaube, Hoffnung und Liebe des als „Lüftlmalers“ bekannten Franz Seraph Zwinck.
Der Chor ist etwas niedriger als das Langhaus. Über dem Chorbogen ist eine Vorhangdraperie mit dem Auge Gottes aufgemalt. Das Gewölbe des Chores ist nur spärlich dekoriert, die gotischen Gewölberippen wurden während der Barockisierung entfernt. Die weiß gestrichene doppelte Empore an der Rückseite des Langhauses wird von Holzsäulen gestützt.

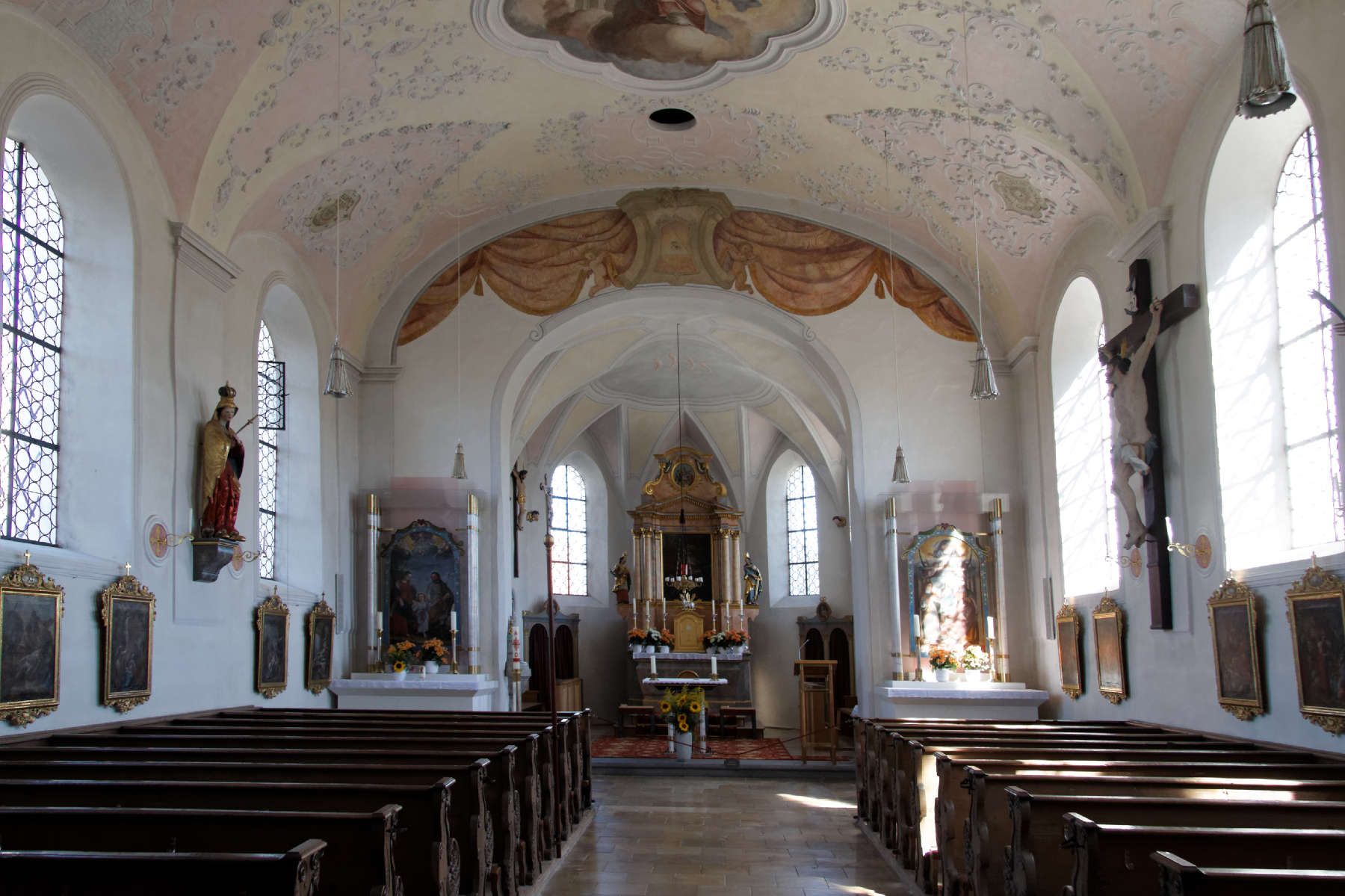
Innenraum nach Osten
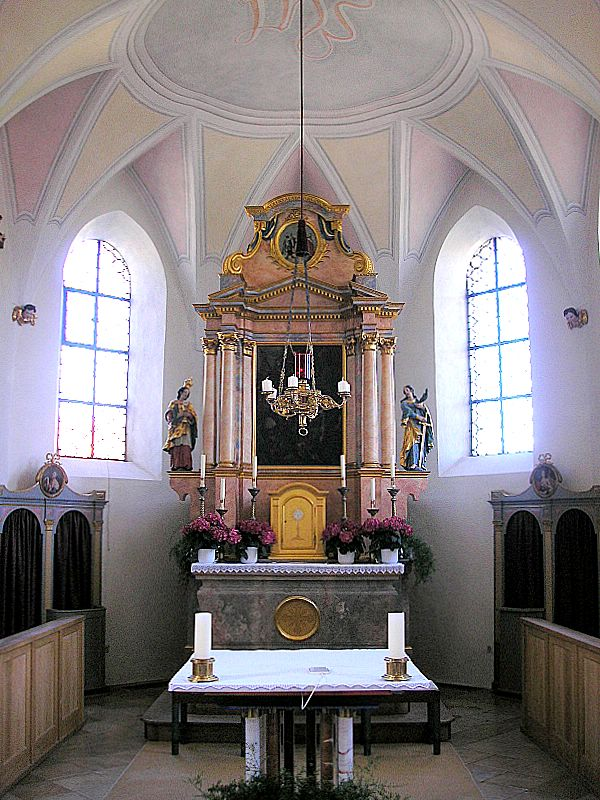
Chor
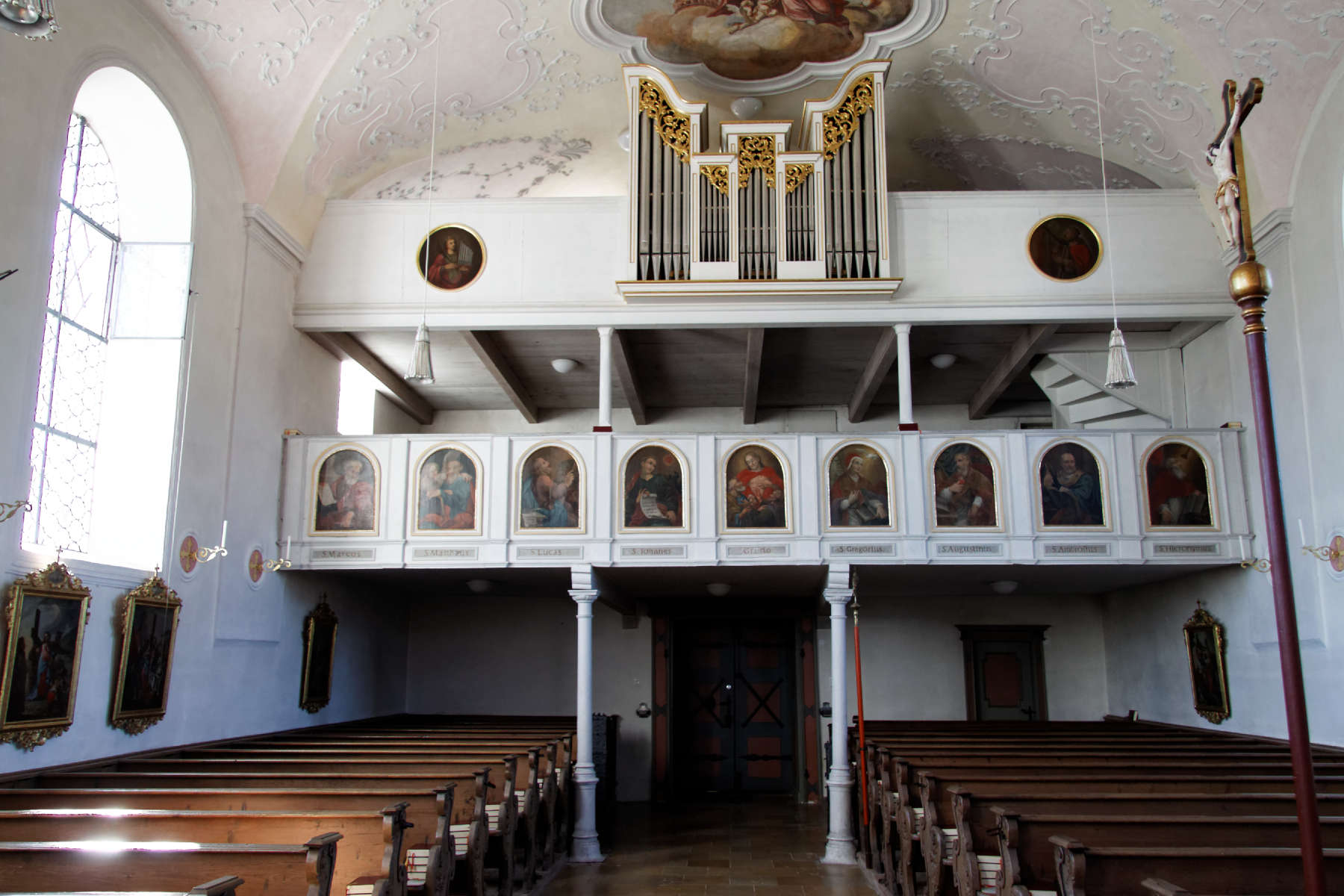
Innenraum nach Westen
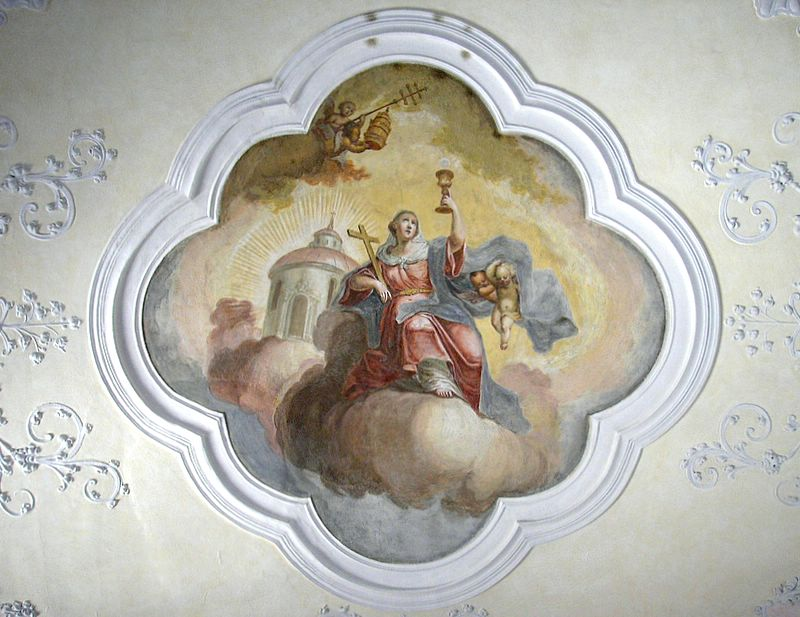
Deckenfresko „Glaube“

## Ausstattung
Der neu angeschaffte Hochaltar präsentiert sich in schlichten, frühklassizistischen Formen. Das wohl barocke Altarblatt mit der Darstellung des heiligen Georg stammt noch von der alten Ausstattung und wird von Statuen der Heiligen Barbara und Katharina flankiert.
Neben dem Hochaltar stehen zwei klassizistische Beichtstühle (um 1780). Aus der gleichen Zeit stammt das Taufbecken, auf dem Aufsatz ist die Taufe Jesu dargestellt. Volksaltar, Ambo und Sedilien sind modern. Die Mensa des Volksaltars ruht auf zwölf verschiedenfarbigen Säulen, die in Form eines Kreuzes angeordnet sind.
Auch die Seitenaltäre sind modern gestaltet, enthalten jedoch barocke Altarbilder. Das linke Altarbild zeigt die Heilige Familie in der Darstellung des Heiligen Wandels, das rechte den Tempelgang Mariä, begleitet von Joachim und Anna. Flankiert sind die Altarbilder auf beiden Seiten von je drei Glaszylindern, die mit farbigem Sand gefüllt sind.
Das geschnitzte Gestühl des Langhauses stammt aus der Mitte des 18. Jahrhunderts. Das große, barocke Kruzifix an der Südwand diente bis zur letzten Renovierung als Ersatz für den Hochaltar. Ihm gegenüber steht eine Statue der Mater Dolorosa (Schmerzhafte Muttergottes) auf einer Konsole. In einer Stucknische des mittleren Pilasters auf der Südseite steht eine Figur des heiligen Johannes Nepomuk aus der zweiten Hälfte des 18. Jahrhunderts, auf der Nordseite eine Figur des heiligen Antonius von Padua. Entlang der Langhauswände hängen Ignaz Paur im Jahr 1779 (Signatur) geschaffene Kreuzwegstationen in prächtigen Goldrahmen.
Rundbogig abgeschlossene Gemälde vom Anfang des 18. Jahrhunderts an der unteren Westempore zeigen links die vier Evangelisten, rechts die vier lateinischen Kirchenväter und in der Mitte die Szene mit dem ungläubigen Thomas als Symbol für das Glaubensbekenntnis (Credo). An der Vorderseite der oberen Empore hängt der Orgelprospekt. Die Orgel wurde 1992 von Dieter Schingnitz gebaut und verfügt über 14 Register auf zwei Manualen und Pedal.

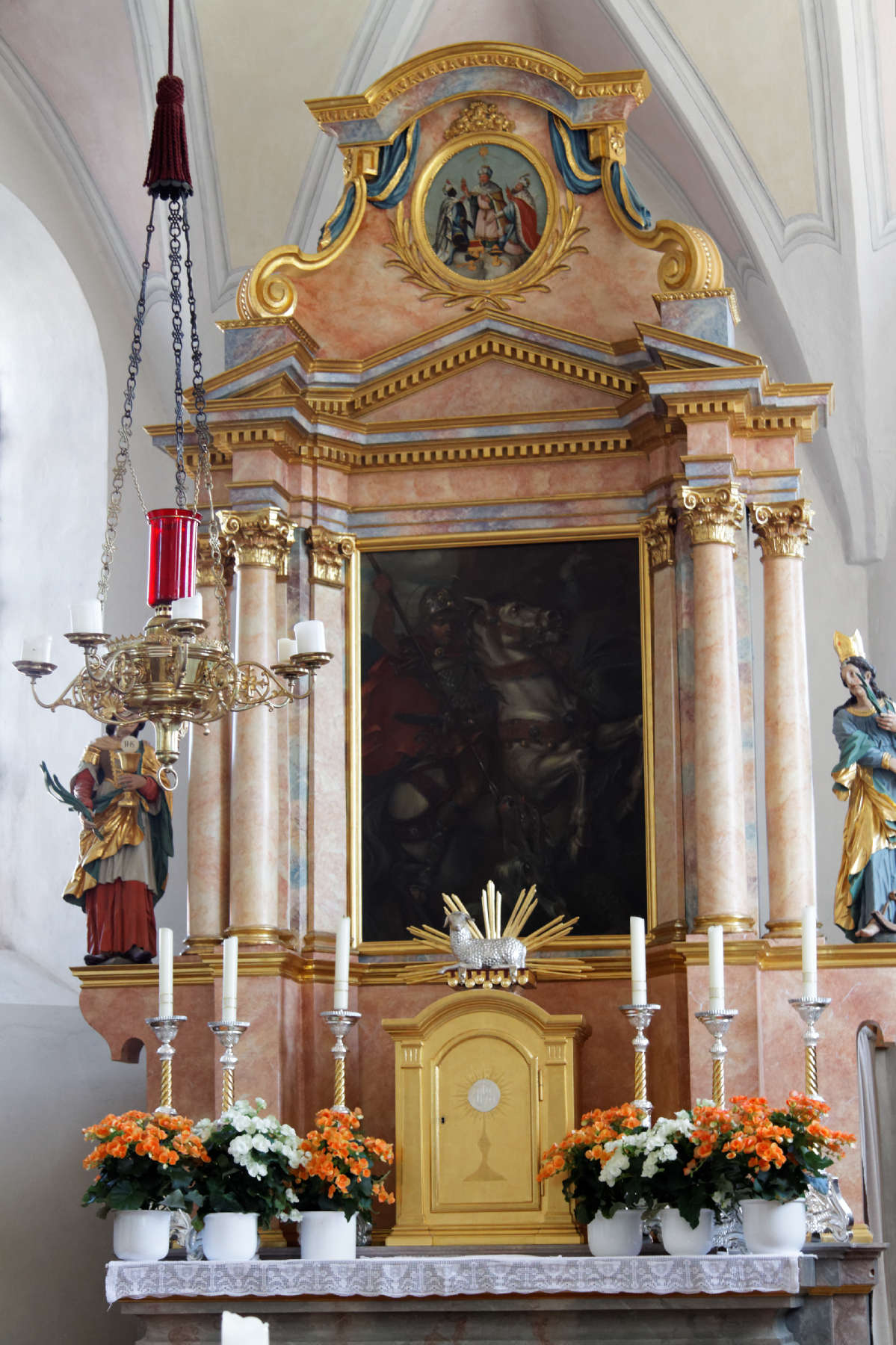
Altarretabel
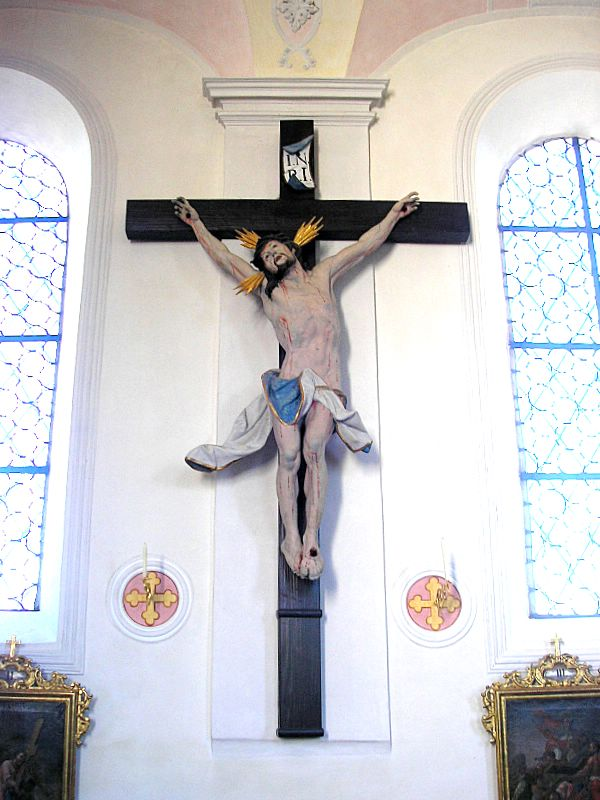
Kruzifix
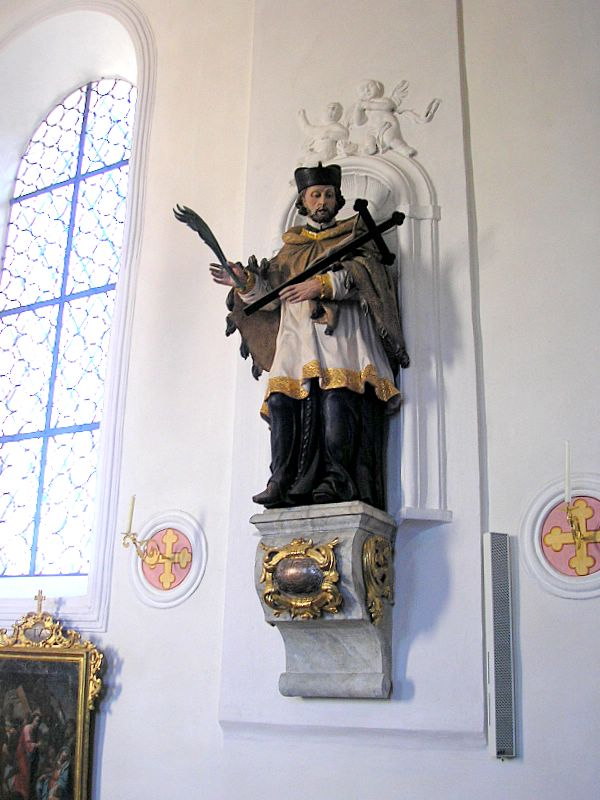
Nepomukstatue